# 和気巨範
和気 巨範（わけ の しげのり/おおのり）は、平安時代初期から前期にかけての貴族。隠岐守・和気時盛の子とする系図がある。官位は従五位上・宮内大輔。

## 経歴
文徳朝初頭の仁寿元年（851年）従五位下に叙せられる。仁寿3年（853年）陸奥権介に任ぜられると、斉衡3年（856年）陸奥介と、文徳朝の中盤以降は陸奥国司を歴任した。
その後散位となるが、天安3年（859年）3月に清和天皇の即位を報告するために宇佐八幡宮に派遣され、財宝・神馬を幣帛する。同年11月の大嘗祭に伴う叙位にて従五位上に叙せられた。貞観3年（861年）大蔵少輔に任ぜられるが、翌貞観4年（862年）土佐守として再び地方官に転じる。貞観6年（864年）宮内大輔に遷り、京官に復した。

## 官歴
『六国史』による。
- 時期不詳：正六位上
- 仁寿元年（851年） 11月26日：従五位下
- 仁寿3年（853年） 正月16日：左馬助。7月21日：陸奥権介
- 斉衡3年（856年） 2月8日：陸奥介
- 貞観元年（859年） 11月19日：従五位上
- 貞観3年（861年） 2月16日：中務少輔。2月25日：大蔵少輔
- 貞観4年（862年） 正月13日：土佐守
- 貞観6年（864年） 3月8日：宮内大輔